# Пёйде (волость)
Пёйде (эст. Pöide) — бывшая волость в Эстонии, в составе уезда Сааремаа. В ходе административно-территориальной реформы 2017 года все 12 самоуправлений на острове Сааремаа были объединены в единое самоуправление — волость Сааремаа.

## Положение
Площадь волости — 123,6 км², численность населения на 1 января 2006 года составляла 953 человек.
Административным центром волости была деревня Торнимяэ. Помимо этого, на территории волости находилось ещё 29 деревень (Вялта и др.).

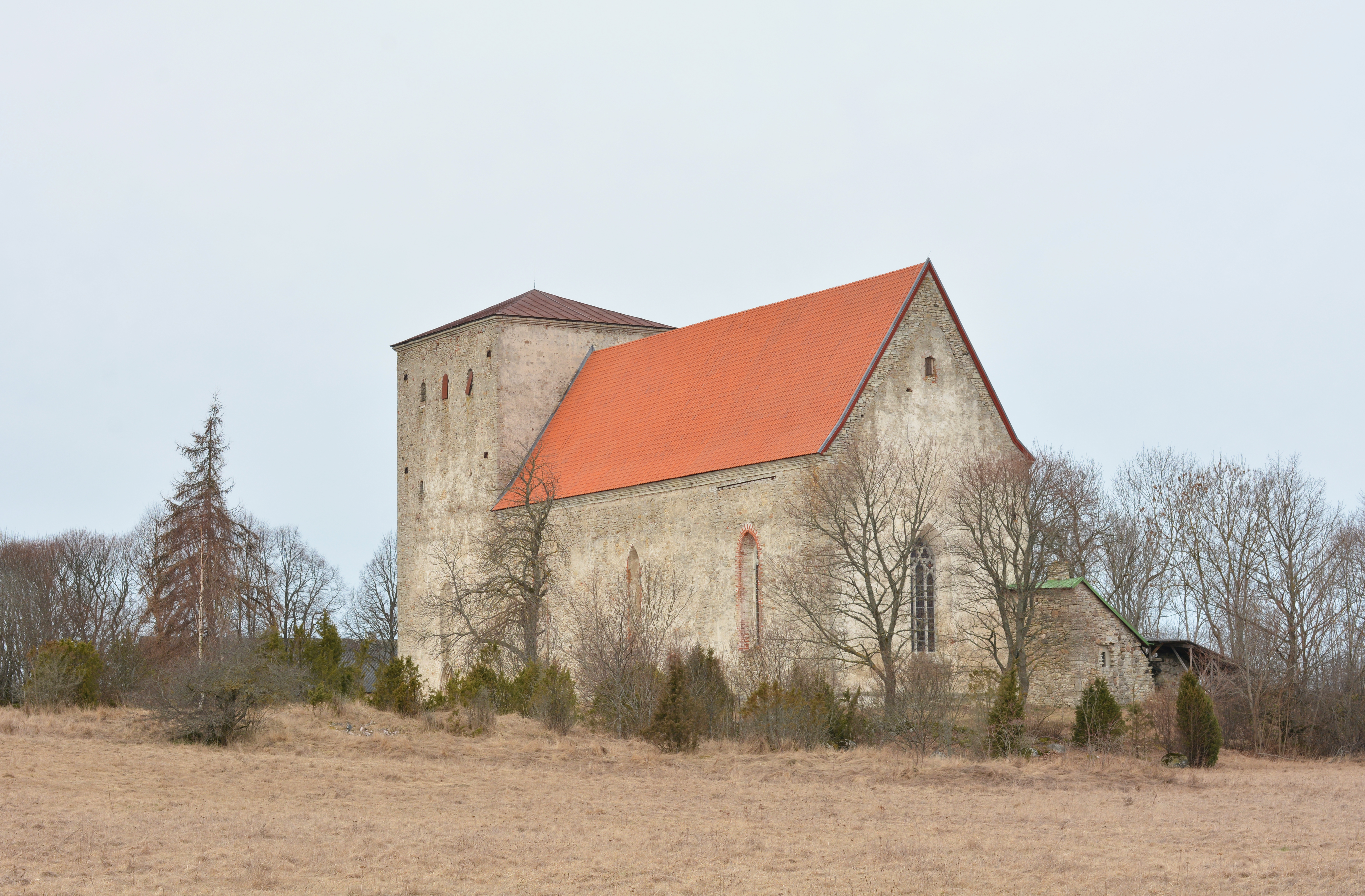
Церковь Пёйде
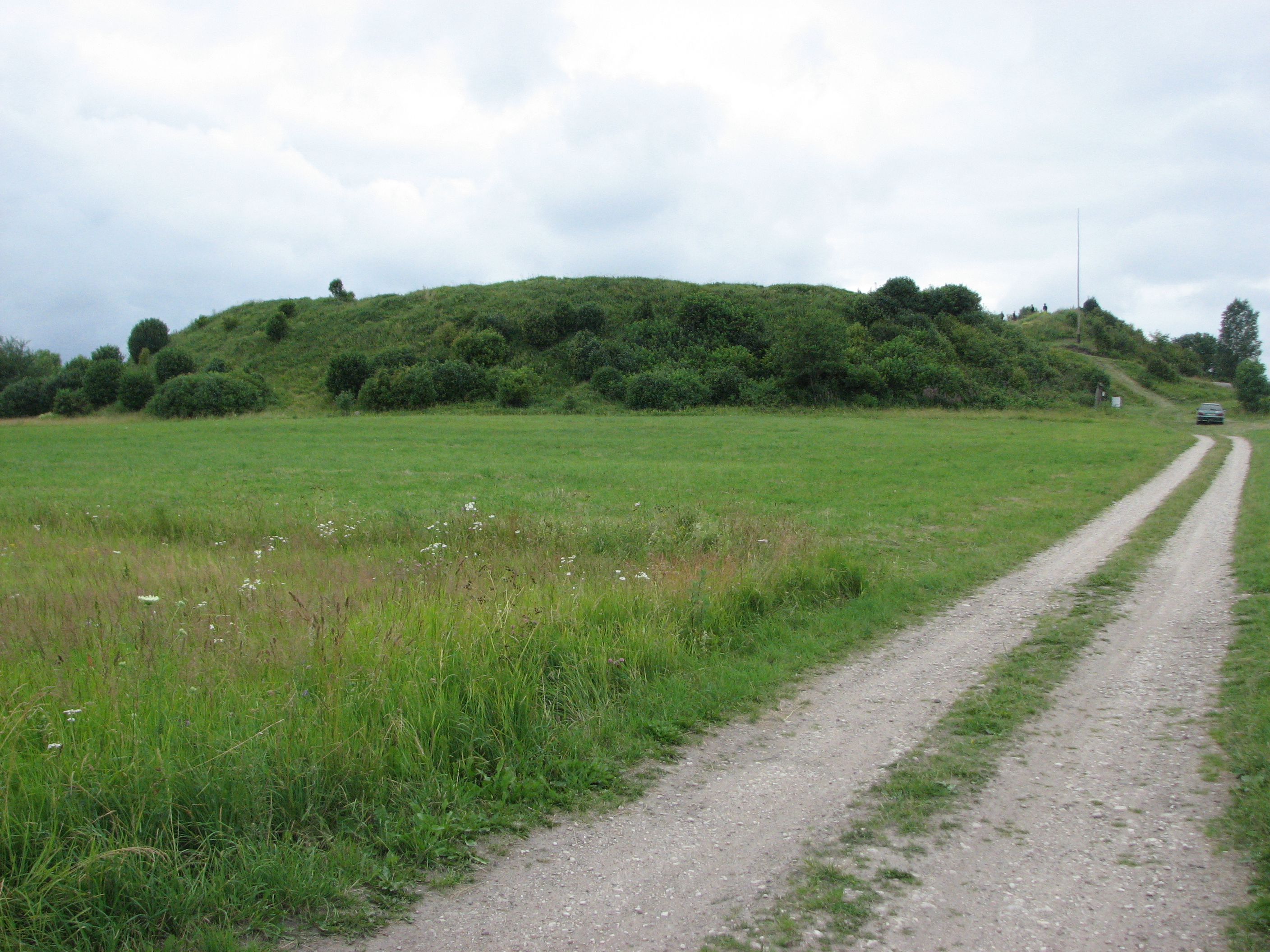
Городище Пёйде